# Macy's
Macy's è una catena della grande distribuzione statunitense fondata nel 1858.
L'azienda compete con Belk, The Bon-Ton Stores, Dillard's, Nordstrom, Neiman Marcus e Saks Fifth Avenue. A New York, ogni anno per il Thanksgiving, il giorno del Ringraziamento, la catena di negozi Macy's organizza una parata che prende il nome di Macy's Thanksgiving Day Parade. Durante questa parata sfilano carri allegorici ed enormi palloni aerostatici.

## Storia

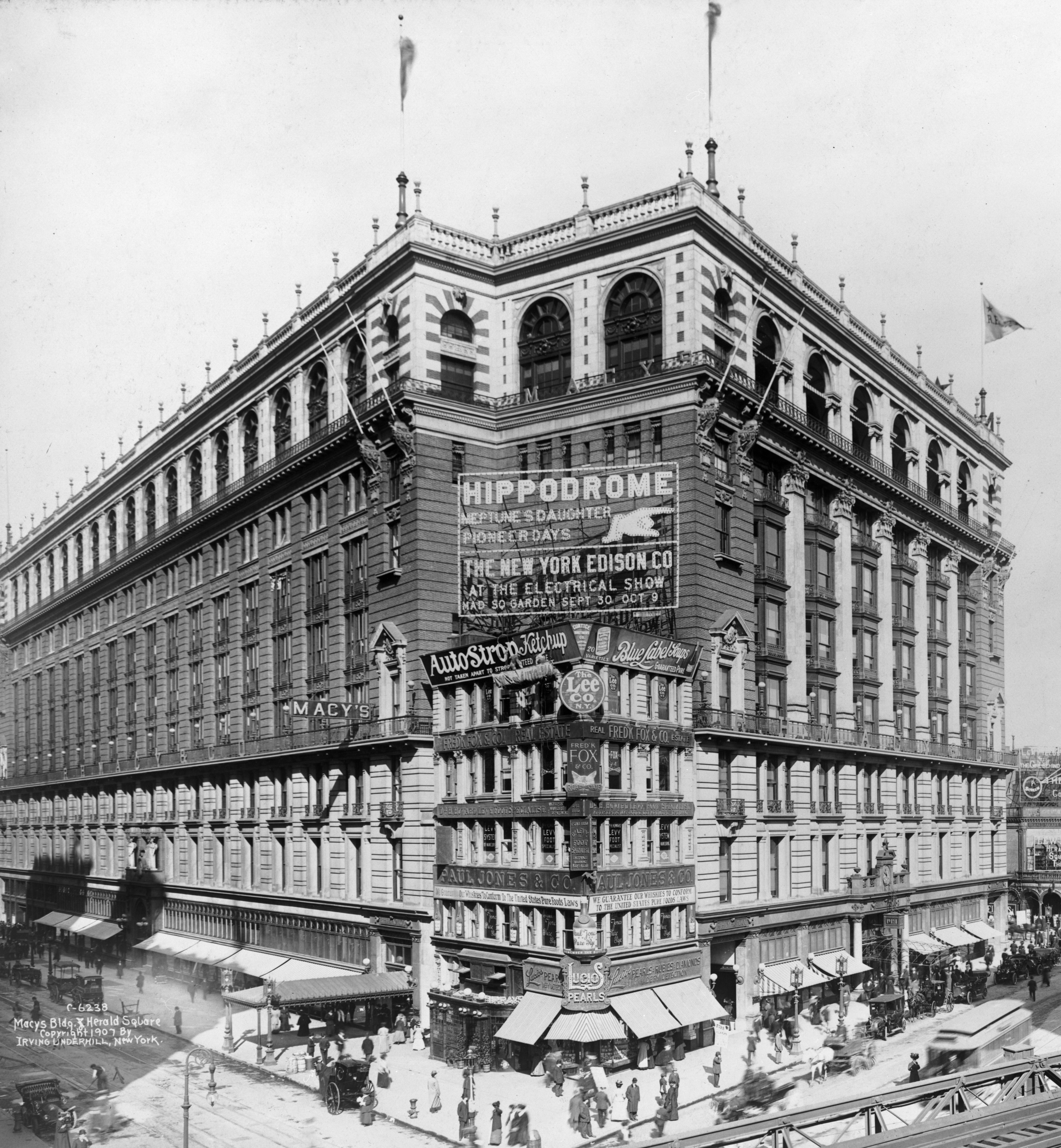
I magazzini Macy's nel 1907.

Macy’s, uno dei grandi magazzini più iconici degli Stati Uniti, inizia nel XIX secolo e si sviluppa parallelamente alla crescita del commercio al dettaglio americano.
Gli inizi: 1858
Macy's fu fondato il 28 ottobre 1858 da Rowland Hussey Macy, un uomo d’affari del Massachusetts. Prima di avviare il suo negozio a New York, Macy aveva tentato diverse iniziative imprenditoriali in ambito commerciale, senza grande successo. Dopo questi fallimenti, decise di aprire un piccolo negozio di articoli secchi a Haverhill, Massachusetts. Anche se il negozio di Haverhill non ebbe successo, Macy imparò lezioni fondamentali che avrebbe poi applicato nel suo grande magazzino di New York.
Nel 1858, Macy aprì il suo primo negozio a New York City, al 204-206 della 6th Avenue, con il nome "R. H. Macy & Co." Il negozio si distinse fin dall'inizio per l’uso innovativo di pubblicità e promozioni, attirando un numero crescente di clienti. Il suo simbolo, una stella rossa, divenne rapidamente riconoscibile e rifletteva una stella tatuata sul braccio di Rowland Macy durante la sua gioventù, quando lavorava come marinaio.
L'espansione e l'innovazione
Una delle prime innovazioni introdotte da Macy's fu la politica dei prezzi fissi: a differenza di molti concorrenti dell'epoca, i prezzi erano chiaramente indicati sui prodotti e non negoziabili. Questo approccio all'acquisto trasparente e diretto contribuì alla reputazione del negozio. Inoltre, Macy’s fu tra i primi negozi a introdurre vetrine spettacolari, che divennero una delle sue principali attrazioni, soprattutto durante le festività natalizie.
L’attività prosperò, e nel 1877, quando Rowland Macy morì, Macy’s era già uno dei grandi magazzini più affermati di New York. Negli anni successivi, il controllo della compagnia passò a Nathan Straus e Isidor Straus, due fratelli che avevano già investito nel negozio e che continuarono l’espansione dell’attività.
Il negozio di Herald Square: 1902
Il 1902 segnò un punto di svolta per Macy’s con l’apertura del famoso flagship store a Herald Square, nel cuore di Manhattan, al numero 34 della 7th Avenue. Il negozio, che continua a essere il più grande al mondo, copriva inizialmente un intero isolato. La posizione strategica e l’ampiezza dell’offerta fecero di Macy’s un punto di riferimento per lo shopping a New York e negli Stati Uniti.
Negli anni successivi, Macy’s continuò a espandersi con l’apertura di nuovi negozi in tutto il paese, diventando un'icona nazionale. 
La Parata del Giorno del Ringraziamento: 1924
Uno degli eventi più famosi legati al marchio Macy’s è la "Macy's Thanksgiving Day Parade", una parata che ha avuto inizio nel 1924. La prima edizione includeva animali vivi presi in prestito dallo zoo del Central Park, bande musicali, e la sfilata di lavoratori del negozio vestiti in costumi colorati. L’evento crebbe rapidamente di popolarità, e dal 1927 iniziarono a essere usati i famosi palloni gonfiabili a forma di personaggi celebri. Oggi la parata è uno degli eventi televisivi più seguiti negli Stati Uniti e rappresenta una tradizione per milioni di famiglie.
L'espansione e le acquisizioni del XX secolo
Nel corso del XX secolo, Macy’s continuò a espandersi a livello nazionale. Nel 1929, si fuse con Bamberger's, un altro grande magazzino con sede a Newark, New Jersey, il che rafforzò ulteriormente la sua posizione.
Negli anni '80, Macy's attraversò un periodo di crescita e acquisizioni. Acquisì grandi magazzini in diverse città, ma l'espansione troppo aggressiva portò anche a sfide finanziarie. Nel 1992, Macy’s dichiarò bancarotta, ma ne uscì nel 1994 grazie a un'importante riorganizzazione e alla fusione con la Federated Department Stores, un’altra catena di grandi magazzini.
Il nuovo millennio
Nel 2005, Macy’s subì una delle trasformazioni più significative della sua storia quando Federated Department Stores annunciò che avrebbe rinominato tutti i suoi negozi Marshall Field’s, Foley’s, Hecht’s e altri sotto il marchio Macy’s. Questo consolidamento del marchio portò a un’ulteriore espansione a livello nazionale, rendendo Macy’s uno dei nomi più riconosciuti nel panorama commerciale degli Stati Uniti.
Oggi Macy’s è un simbolo del commercio al dettaglio americano, conosciuto non solo per i suoi prodotti, ma anche per la sua eredità culturale. Dalla parata del Giorno del Ringraziamento agli spettacolari allestimenti natalizi, Macy’s è più di un semplice negozio: rappresenta un'istituzione del mondo commerciale e sociale degli Stati Uniti.

## Cultura di massa
- Il film Il miracolo della 34ª strada narra la storia di un uomo, assunto dai magazzini Macy's come Babbo Natale per allietare i bambini clienti del magazzino, che si scopre alla fine essere davvero Babbo Natale. Il film è in parte ambientato nei magazzini Macy's e prende spunto dalla tradizionale parata per il giorno del ringraziamento, anch'essa inserita nella pellicola.
- Nel remake del film nel 1994 Miracolo nella 34ª strada il nome dei magazzini viene cambiato in Cole pur mantenendo l'ambientazione newyorkese.
- Gli allora comproprietari di Macy's Isidor Straus e sua moglie Ida furono vittime del naufragio del RMS Titanic. Ella non volle abbandonare il marito mentre egli non voleva togliere posto a donne e bambini. Tale evento è riportato anche in una scena del film Titanic nella quale è possibile vedere due anziani che si abbracciano sul proprio letto mentre il transatlantico affonda.